# クエスト・フォー・ザ・ハートストーン
『クエスト・フォー・ザ・ハートストーン』(Quest for the Heartstone)は、ダンジョンズ&ドラゴンズ・ファンタジー・ロールプレイングゲームのベーシックD&D用の冒険モジュールである。前年に発売されたLJN社のダンジョンズ＆ドラゴンズ玩具製品系列のタイアップモジュールである。このモジュールの論評記事では、このモジュールは販促目的の仕掛けとしてしては不充分なものである、と評された。

## プロット概要
黒王の死去に伴い、残された王妃は困難に直面していた。それに対処するには以前に盗み取られた「ハートストーン」を取り戻す必要がある。プレイヤーキャラクター達は招集され、ハートストーンが隠されていると思われる氷の山脈に向かう。危険な沼沢地を切り抜けて山に到達すると、そこには洞窟群があった。

## 出版履歴
『クエスト・フォー・ザ・ハートストーン』は荒野とダンジョンが含まれているシナリオであり、フロストジャイアントの隠れ家が登場し、プレイヤー達に提示するためのイラストが4ページ分掲載されている。
XL1 『クエスト・フォー・ザ・ハートストーン』はマイケル・L・グレイが執筆、イラストはジェフ・イーズリーが担当し、1984年にTSR社によって、外装カバー付きの32ページの中綴じ冊子として出版された。このモジュールは、LJN社とTSR社のD&D キャラクター玩具である、「ストロングハート」や「ウォーデューク」を作成済みキャラクターとして使用するために作成されており、全ての玩具フィギュアのキャラクターデータが掲載されている。

## 評判
グラハム・ステープルハーストは『ホワイトドワーフ』誌で『クエスト・フォー・ザ・ハートストーン』を論評し、10点満点で4点の総合評価を与え、「AD&D アクションフィギュアの販促品以上のものではない」と述べた。ステープルハーストは、このモジュールは「マジックアイテムを追い求める無作為に選択された善人達が、無作為に配置されたモンスターどもの集合体を斬り抜けなければならないという、誰もが作る最初のダンジョンを強く想起させる」と感じた。そして「TSRはこの状況を改善するためにイラストと地図で最善を尽くしているが、私が見る限りでは全く功を奏していない」と批判した。ステープルハーストは、モジュール内でのLJN社AD&D 玩具製品系列への多くの言及の幾つかを指摘した（「この遭遇に5首ヒドラのベンダブルモンスターを使うことができる」「LJNトイ社が製造したドラゴンヌのモンスターフィギュアを使うことができる」）。そして「アドベンチャーが進行してゆくにつれて......たまたまTSRやLJNがフィギュアを製造している範囲のモンスターを紹介しているだけ、という言い訳に堕している」と指摘した。彼はまた、小屋に住んでいる2匹の巨大なクラブスパイダーや、「ゴーレム保管庫」など、このアドベンチャーの奇妙な遭遇の幾つかを指摘した。最終的にステープルハーストは、「代替的な行動を取ることのできる、賢明に計画された遭遇はほとんどない」として、このモジュールを実行することに絶望したと述べた。
ローレンス・シックは、1991年に出版した自分の本、『ヒロイック・ワールド』(Heroic Worlds)で、このアドベンチャーを「ばかばかしいシナリオ」と記した。